# Farol do Cabo Beddouza
O farol do Cabo Beddouza é um farol localizado no Cabo Beddouza (ex-Cabo Cantin), a cerca de 35 km a norte do porto de Safim, região de Marraquexe-Safim, em Marrocos. É gerido pela autoridade portuária e marítima do Ministère de l'équipement, du transport, de la logistique et de l'eau.
O farol foi construído em 1916 com uma torre de pedra quadrada com lanterna e galeria [2] Ele está localizado dentro de um Kasbah, em um recinto quadrado com ameias e torres quadradas nos cantos.